# Bałczyna (Wzgórza Ostrzeszowskie)
Bałczyna lub Bełczyna (278 m n.p.m.) – wzniesienie pasma Wzgórz Ostrzeszowskich znajdujące się we wsi Rogaszyce tuż przy drodze z Rogaszyc do Olszyny.

## Rozbieżność nazewnictwa
Nazwa wzgórza jako Bałczyna funkcjonowała przed II Wojną Światową. W czasie jej trwania wzgórze na niemieckich mapach topograficznych widniało pod nazwą Botcina. Po II Wojnie Światowej zmieniono nazwę wzgórza. Wedle aktualnie funkcjonujących map topograficznych będących w Państwowym Zasobie Geodezyjnym i Kartograficznym i Państwowego Rejestru Nazw Geograficznych jego nazwa to Bełczyna. Obecnie w powszechnym użyciu jest ugruntowana historycznie lecz niepoprawna dziś formalnie nazwa – Bałczyna.

## Budowa geologiczna
Bełczyna oraz jej najbliższe okolice zbudowana jest z glacitektonicznie zaburzonych osadów glacjalnych zlodowaceń południowopolskich. Podstawowymi skałami budującymi to wzniesienie są piaski i żwiry morenowe oraz mioceńskie i plioceńskie iły, mułki, a także piaski i żwiry. Wszystkie rodzaje osadów są wzajemnie przemieszane i mocno zaburzone glacitektonicznie, tworząc część spiętrzonej moreny czołowej zlodowacenia Sanu II.

## Zagospodarowanie
Przed II Wojną Światową Bełczyna pokryta była murawami i niewielkim lasem. W latach 50–60 XX w. była pokryta łąkami i murawami, a u jej podnóży dominowały pola uprawne, od lat 70 stoki Bełczyny zaczęły zarastać krzewami i niewielkimi drzewami. W tym czasie na kulminacji wzniesienia stała nieistniejąca obecnie drewniana, wieża triangulacyjna, wybudowana przed, lub w czasie II Wojny Światowej.
Obecnie szczyt i wschodnie stoki wniesienia pokryte są murawami z udziałem krzewów. Od północy i południa stoki Bełczyny porasta las, a od zachodu dominują pola uprawne. Na wierzchołku wniesienia znajduje się pomnik z metalowym krzyżem upamiętniający żołnierzy kampanii wrześniowej poległych w czasie obrony Ostrzeszowa przy stanowiskach bojowych na Bełczynie oraz zdobywców Berlina. Pomnik wybudowano w 1972 r. Obecnie na pomniku znajduje się nowa tablica pamiątkowa o treści "Żołnierzom września 1939 harcerze ZHP" ufundowana w 2004 r. przez harcerzy z Ostrzeszowa. Obok pomnika ustawiono okrągły stół z oszlifowanej płyty skalnej. Stół pełni rolę orientacyjną ponieważ na jego powierzchni wygrawerowane są kierunki świata oraz kierunki punktów terenowych. Wokół stołu postawiono ławki na kamiennych filarach, wyrównano i utwardzono teren kamienno-betonowa wylewką. U podnóża zachodniego stoku Bełczyny, tuż przy drodze z Rogaszyc do Olszyny znajduje się niewielki parking dla aut.

## Funkcja społeczna

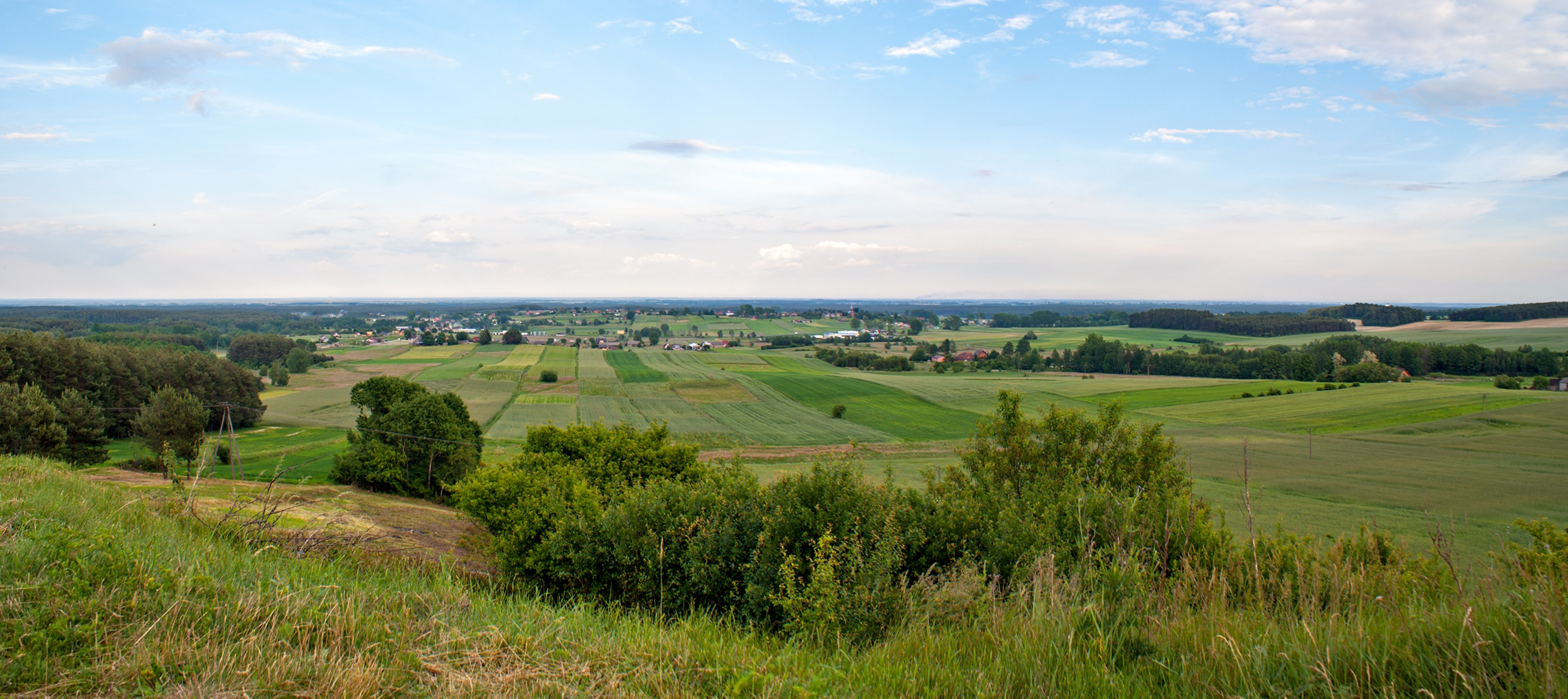
Widok z Bałczyny w kierunku wschodnim

Bełczyna w latach 30 XX w. była miejscem odwiedzanym przez okolicznych mieszkańców. Wzgórze służyło jako miejsce wypoczynku, zorganizowano tu szkolenie dla pilotów szybowców wraz z lotami pokazowymi. Po II Wojnie Światowej Bełczyna była równie popularna i odwiedzana, ponieważ do 1974 r. wzgórze to uchodzi za najwyższy punkt w ówczesnym województwie poznańskim, a zarazem w Wielkopolsce. Bełczyna służyła okolicznym mieszkańcom także do jady motocrossowej oraz jako miejsce zgromadzeń i organizacji uroczystości okolicznościowych.
Obecnie Bełczyna jest miejscem wypoczynku ze względu na duże walory widokowe. Ze szczytu wzniesienia obserwować można duże połacie terenu w kierunku wschodnim, południowo-wschodnim i południowym. Jest to również miejsce dogodne do wykonywania dalekich obserwacji. Przy sprzyjających warunkach atmosferycznych z Bełczyny dojrzeć można kominy Elektrowni Bełchatów oraz wysokie obiekty w rejonie Sieradza, Złoczewa, Lututowa, Wieruszowa, Wielunia, Działoszyna, Byczyny i Kluczborka. Na wzgórzu organizowane są zawody w narciarstwie zjazdowym, jest to również miejsce startu paralotniarzy. Do Bełczyny prowadzą trzy oznakowane szlaki turystyczne:
- Transwielkopolska Trasa Rowerowa
- czarny (rowerowy)
- zielony (pieszy) tranzytowy PTTK

## Ciekawostki
- W lipcu 1933 roku zorganizowano na Bełczynie szkolenie dla początkujących pilotów szybowcowych kategorii „A”, szkolenie odbyło się w dwóch dwutygodniowych turnusach i organizowane było przez Aeroklub Ostrowski, Aeroklub Poznański i 3 Pułk Lotniczy w Poznaniu. Brało w nim udział 12 osób i 3 szybowce klasy „Wrona” dostarczone przez Aeroklub Ostrowski. Uczestnikami kursu byli między innymi[25]:
  1. Wanda Modlibowska, wielokrotna rekordzistka Polski w długości lotu i czasie lotu szybowcem, w czasie Kampanii Wrześniowej pilot Eskadry Łącznikowej Sztabu Głównego Wojska Polskiego w Warszawie oraz uczestniczka Powstania Warszawskiego[26],
  2. Witold Głowacki, późniejszy podporucznik służący w dywizjonie 145 i 607[27], który zginął w bitwie o Anglię[25],
  3. Zdzisław Radomski, późniejszy kapitan w dywizjonie 306[28],
  4. Jan Maliński, późniejszy kapitan w dywizjonie 302[29].